# Wolfgang Brehm
Wolfgang Brehm (* 26. März 1944 in Gärtringen; † 9. Januar 2017 in Bayreuth) war ein deutscher Rechtswissenschaftler und Hochschullehrer an der Universität Bayreuth.

## Leben und Wirken
Brehm studierte ab 1964 Rechtswissenschaften an den Universitäten Tübingen und Marburg. 1968 legte er sein Erstes Juristisches Staatsexamen ab und absolvierte anschließend sein Referendariat. Nach dem Zweiten Staatsexamen in Baden-Württemberg 1972 wurde er 1973 von der Universität Tübingen mit der von Horst Schröder betreuten strafrechtlichen Schrift „Zur Dogmatik des abstrakten Gefährdungsdelikts“ zum Dr. iur. promoviert. Anschließend arbeitete Brehm als Rechtsanwalt in Heilbronn. Gleichzeitig war er als wissenschaftlicher Mitarbeiter von Wolfgang Münzberg an der Universität Tübingen tätig. Unter dessen Betreuung habilitierte Brehm sich 1980 mit der Schrift „Die Bindung des Richters an den Parteivortrag und Grenzen freier Verhandlungswürdigung“ und erhielt die Venia legendi für die Fächer Bürgerliches Recht und Prozessrecht.
Ab 1981 hatte Brehm eine Professur für Bürgerliches Recht, Zivilprozessrecht und Methodenlehre an der Universität Heidelberg inne. 1985 wechselte er auf den ordentlichen Lehrstuhl für Zivilrecht, insbesondere Verfahrens-, Zwangsvollstreckungs- und Konkursrecht an die Universität Bayreuth, den er bis zu seiner Emeritierung 2008 innehatte. Nach der deutschen Wiedervereinigung lehrte er zudem einige Semester an der Universität Leipzig.
Brehms Forschungsschwerpunkte lagen vor allem im zivilen und strafrechtlichen Prozessrecht. Außerdem widmete er sich der Rechtsvergleichung, insbesondere der Vergleichung mit dem österreichischen Prozessrecht. Zudem war ihm die Lehre ein großes Anliegen; er war Autor zahlreicher zivilrechtlicher und zivilprozessualer Lehrbücher und Lernprogramme.

## Schriften (Auswahl)
- Zur Dogmatik des abstrakten Gefährdungsdelikts. Mohr, Tübingen 1973, ISBN 978-3-16-634901-5 (Dissertation).
- Bindung des Richters an den Parteivortrag und Grenzen freier Verhandlungswürdigung. Mohr, Tübingen 1982, ISBN 978-3-16-644495-6 (Habilitationsschrift).
- mit Christian Berger: Sachenrecht. 3. Auflage. Mohr Siebeck, Tübingen 2014, ISBN 978-3-16-153285-6.
- Freiwillige Gerichtsbarkeit. 4. Auflage. Richard Boorberg, Stuttgart 2014, ISBN 978-3-415-05008-2.
- Fälle und Lösungen zum Allgemeinen Teil des BGB. 3. Auflage. Richard Boorberg, Stuttgart 2014, ISBN 978-3-415-05052-5.
- Allgemeiner Teil des BGB. 6. Auflage. Richard Boorberg, Stuttgart 2014, ISBN 978-3-415-04987-1.